# Sillhövda församling
Sillhövda församling var en församling i Karlskrona-Ronneby kontrakt, Lunds stift och Karlskrona kommun. Församlingen uppgick 2010 i Fridlevstads församling.
Församlingskyrkor var Sillhövda kyrka och Saleboda kapell.

## Administrativ historik
Församlingen bildades 1 maj 1846 genom utbrytning Fridlevstads församling, till vars pastorat sedan församlingen hörde.
- Från 1846 till 1915 tillhörde församlingen: Fridlevstad, Sillhövda och Rödeby pastorat.
- Från 1917 till 1974 tillhörde församlingen: Fridlevstad och Sillhövda pastorat.
- Från 1974 till 2009 tillhörde församlingen: Fridlevstad, Sillhövda och Tving pastorat.

Församlingen återgick 1 januari 2010 i Fridlevstads församling.
Församlingskod var 108016.

## Komministrar
| Ämbetstid | Namn                   | Levnadstid | Övrigt           |
| --------- | ---------------------- | ---------- | ---------------- |
| 1869–1874 | N S Nordström          |            |                  |
| 1874–1877 | Sven Renhoff           | 1830–      | Vice pastor      |
| 1877–1891 | Ragnar Pihlstrand      | 1850–1914  | Vice pastor      |
| 1891–1896 | Karl Wilhelm Lindskog  | 1857–1944  | Vice pastor      |
| 1896–1907 | Sven Bernhoff          | 1866–1945  | Vice pastor      |
| 1907–1912 | Sven Alv               | 1862–1949  | Vice pastor      |
| 1912–1915 | Fritz Holmberg         | 1887–1974  | Vice pastor      |
| 1915–1918 | Anton Hedin            | 1872–1965  |                  |
| 1918      | Anders Sandin          | 1868–1925  | Vice komminister |
| 1919–1940 | Karl Fredrik Andersson | 1874–1940  | Komminister      |
| 1940–1941 | Helmar Hansson         |            |                  |
| 1941–1942 | Ove Dahlgren           |            |                  |
| 1942–1947 | Gustaf Henry Platin    | 1910–      |                  |
| 1947–1953 | Åke Nilsson            |            |                  |
| 1953–1967 | Robert Ramfjell        | 1912–1991  |                  |
| 1967–1988 | Bengt Brinkefors       | 1924-2001  |                  |
| 1989–1995 | Bo Harald Brunzell     | 1953–      |                  |
| 1997–2006 | Helene Sturefelt       | 1959–      |                  |
| 2006–2008 | Bernt Fransson         |            |                  |

## Organister, klockare och kantorer
| Ämbetstid | Namn                   | Levnadstid | Övrigt |
| --------- | ---------------------- | ---------- | ------ |
| 1891–1900 | Johan August Petersson | 1820–1890  |        |

## Kyrkväktare
| Ämbetstid | Namn                  | Levnadstid | Övrigt |
| --------- | --------------------- | ---------- | ------ |
| 1891–1912 | Johan Alfred Lagström | 1847–1912  |        |